# 科尔采沃伊山脉
科尔采沃伊山脉（俄语：Кольцевой Хребет）是温祢古丹岛的山脉，属萨哈林州库里尔斯克区，长24公里，最高点海拔916米。它是陶鲁瑟尔火山臼的火山壁，火山臼封闭，中间充满水形成了环状的幽仙湖，湖心是黑石山。翁山、湖眺山、白云山、高轮山等山构成了该山脉。